# Måndagsbarn

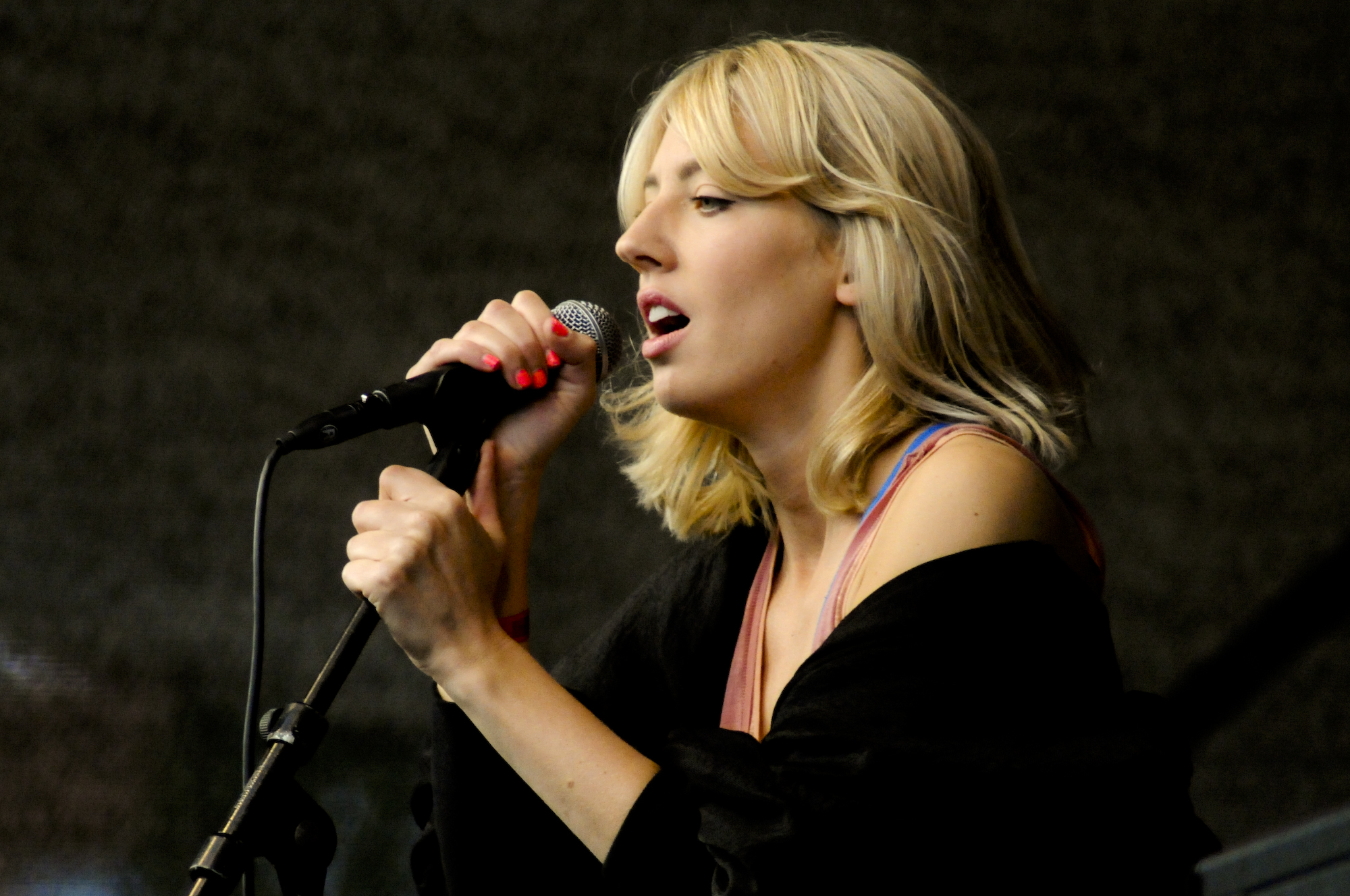
Veronica Maggio på Peace & Love 2008.

"Måndagsbarn" är en låt framförd av den svenska sångerskan Veronica Maggio, utgiven som första singel från hennes andra studioalbum Och vinnaren är den 25 februari 2008. Maggio skrev låten tillsammans med Kihlen från bandet Snook, som också producerade den.  Låten samplar Larry Saunders "On the Real Side". "Måndagsbarn" placerade sig som bäst på en 23:e-plats på Sverigetopplistan. Låten blev nummer 36 på Trackslistans årslista för 2008.
2011 samplades "Måndagsbarn" i låten "Sena nätter, tomma glas" med Ison & Fille.

## Musikvideo
Musikvideon, som regisserades av Gustaf Åkerblom och producerades av Lillasyster produktion, spelades bland annat in i Södermalmsskolan.

## Låtlista
1. "Måndagsbarn" (radioversion) – 3:25
2. "Måndagsbarn" (instrumentalversion) – 3:25
3. "Måndagsbarn" (a cappella-version) – 3:25

## Listplaceringar
| Lista (2008–10)             | Högsta placering |
| --------------------------- | ---------------- |
| Danmark (Tracklisten)       | 8                |
| Norge (VG-lista)            | 1                |
| Sverige (Sverigetopplistan) | 23               |

### Fotnoter
1. ↑  ”Tracks hits 2008 - Melodier topp 100”. SR. 27 december 2008. Arkiverad från originalet den 19 februari 2009. https://web.archive.org/web/20090219170411/http://www.sr.se/p3/tracks/a08melodi.stm. Läst 27 december 2008.
2. ↑  ”Måndagsbarn video”. https://vimeo.com/19655105. Läst 14 oktober 2014.
3. ↑  ”Listplaceringar”. Arkiverad från originalet den 11 november 2011. https://web.archive.org/web/20111111023545/http://danishcharts.com/showitem.asp?interpret=Veronica+Maggio&titel=M%E5ndagsbarn&cat=s. Läst 17 april 2011.
4. ↑  ”Listplaceringar”. http://norwegiancharts.com/showitem.asp?interpret=Veronica+Maggio&titel=M%E5ndagsbarn&cat=s. Läst 17 april 2011.
5. ↑  ”Listplaceringar”. http://swedishcharts.com/showitem.asp?interpret=Veronica+Maggio&titel=M%E5ndagsbarn&cat=s. Läst 17 april 2011.